# Castelnau-Pégayrols

Castelnau-Pégayrols este o comună în departamentul Aveyron din sudul Franței. În 1 ianuarie 2022 avea o populație de 346 de locuitori.